# Метод простой итерации
Метод простой итерации — один из простейших численных методов решения уравнений. Метод основан на принципе сжимающего отображения, который применительно к численным методам в общем виде также может называться методом простой итерации или методом последовательных приближений. В частности, для систем линейных алгебраических уравнений существует аналогичный метод итерации.

## Идея метода
Идея метода простой итерации состоит в том, чтобы уравнение {\displaystyle f(x)=0} 
привести к эквивалентному уравнению
{\displaystyle x=\varphi (x)},
так, чтобы отображение {\displaystyle \varphi (x)} было сжимающим. Если это удаётся, то последовательность итераций {\displaystyle x_{i+1}=\varphi (x_{i})} сходится. Такое преобразование можно делать разными способами.  В частности, сохраняет корни уравнение вида
{\displaystyle \varphi (x)=x-{\lambda }(x)f(x)\!,}
если {\displaystyle {\lambda }(x)\neq 0} на исследуемом отрезке. Оптимальным выбором является {\displaystyle \lambda (x)={\frac {1}{f'(x)}}}, что приводит к методу Ньютона, который является быстрым, но требует вычисления производной. Если в качестве 
{\displaystyle \lambda (x)} выбрать константу того же знака, что и производная в окрестности корня, то мы получаем простейший метод итерации.

## Описание
В качестве функции {\displaystyle {\lambda }(x)} берут некоторую постоянную {\displaystyle {\lambda }_{0}}, знак которой совпадает со знаком производной {\displaystyle f'(x)} в некоторой окрестности корня (и, в частности, на отрезке, соединяющем {\displaystyle x_{0}} и {\displaystyle x^{*}}). Постоянная {\displaystyle {\lambda }_{0}} обычно не зависит и от номера шага. Иногда берут {\displaystyle {\lambda }_{0}={\frac {1}{f'(x_{0})}}} и называют этот метод методом одной касательной. Формула итераций оказывается предельно простой:
{\displaystyle \displaystyle x_{i+1}=x_{i}-{\lambda }_{0}f(x_{i})\!,}
и на каждой итерации нужно один раз вычислить значение функции {\displaystyle f(x)}.
Эта формула, а также требование совпадения знаков {\displaystyle f'} и {\displaystyle {\lambda }_{0}} легко выводятся из геометрических соображений. Рассмотрим прямую, проходящую через точку {\displaystyle (x_{i};f(x_{i}))} на графике {\displaystyle y=f(x)} с угловым коэффициентом {\displaystyle \tan \nolimits \alpha ={\frac {1}{\lambda }}_{0}}. Тогда уравнением этой прямой будет
{\displaystyle \displaystyle y=f(x_{i})+{\frac {1}{{\lambda }_{0}}}(x-x_{i}).}

Иллюстрация последовательных приближений метода простой итерации.

Найдём точку пересечения этой прямой с осью {\displaystyle OX} из уравнения
{\displaystyle \displaystyle f(x_{i})+{\dfrac {1}{{\lambda }_{0}}}(x-x_{i})=0,}
откуда {\displaystyle x=x_{i}-{\lambda }_{0}f(x_{i})=x_{i+1}}. Следовательно, эта прямая пересекает ось {\displaystyle OX} как раз в точке следующего приближения. Тем самым получаем следующую геометрическую интерпретацию последовательных приближений. Начиная с точки {\displaystyle x_{0}}, через соответствующие точки графика {\displaystyle y=f(x)} проводятся прямые с угловым коэффициентом {\displaystyle k={\dfrac {1}{{\lambda }_{0}}}} того же знака, что производная {\displaystyle f'(x_{0})}. (Заметим, что, во-первых, значение производной вычислять не обязательно, достаточно лишь знать, убывает функция {\displaystyle f(x)} или возрастает; во-вторых, что прямые, проводимые при разных {\displaystyle x_{i}}, имеют один и тот же угловой коэффициент {\displaystyle k} и, следовательно, параллельны друг другу.) В качестве следующего приближения к корню берётся точка пересечения построенной прямой с осью {\displaystyle OX}.
На чертеже справа изображены итерации при {\displaystyle f'(x)>0} в случае {\displaystyle k={\dfrac {1}{{\lambda }_{0}}}<f'(x_{0})} и в случае {\displaystyle k={\dfrac {1}{{\lambda }_{0}}}>f'(x_{0})}. Мы видим, что в первом случае меняющаяся точка {\displaystyle x_{i}} уже на первом шаге «перепрыгивает» по другую сторону от корня {\displaystyle x^{*}}, и итерации начинают приближаться к корню с другой стороны. Во втором случае последовательные точки {\displaystyle x_{i}} приближаются к корню, оставаясь всё время с одной стороны от него. 

## Условие сходимости
Достаточное условие сходимости таково:
{\displaystyle \displaystyle \vert {\varphi }'(x)\vert =\vert 1-{\lambda }_{0}f'(x)\vert \leqslant {\gamma }<1.}
Это неравенство может быть переписано в виде
{\displaystyle \displaystyle -{\gamma }+1\leqslant {\lambda }_{0}f'(x)\leqslant {\gamma }+1,}
откуда получаем, что сходимость гарантируется, когда, во-первых,
{\displaystyle \displaystyle {\lambda }_{0}f'(x)>0,}
так как {\displaystyle -{\gamma }+1>0} (тем самым проясняется смысл выбора знака числа {\displaystyle {\lambda }_{0}}), а во-вторых, когда {\displaystyle {\lambda }_{0}f'(x)<2} при всех {\displaystyle x} на всём рассматриваемом отрезке, окружающем корень. Это второе неравенство заведомо выполнено, если
{\displaystyle \displaystyle \vert k\vert ={\dfrac {1}{\vert {\lambda }_{0}\vert }}>{\dfrac {M_{1}}{2}},}
где {\displaystyle M_{1}=\max \limits _{x}\vert f'(x)\vert }. Таким образом, угловой коэффициент {\displaystyle k} не должен быть слишком мал по абсолютной величине: при малом угловом коэффициенте уже на первом шаге точка {\displaystyle x_{1}} может выскочить из рассматриваемой окрестности корня {\displaystyle x^{*}}, и сходимости к корню может не быть.